# Grand Prix Formule 1 van Canada 2024
De Grand Prix Formule 1 van Canada 2024 werd verreden op 9 juni op het Circuit Gilles Villeneuve in Montréal. Het was de negende race van het seizoen.

## Vrije trainingen

### Uitslagen
- Enkel de top vijf wordt weergegeven.

| Vrije training 1 | Pos. | Nr. | Coureur          | Constructeur               | Tijd     |
| ---------------- | ---- | --- | ---------------- | -------------------------- | -------- |
| Vrije training 1 | 1    | 4   | Lando Norris     | McLaren-Mercedes           | 1:24.435 |
| Vrije training 1 | 2    | 55  | Carlos Sainz jr. | Ferrari                    | 1:24.763 |
| Vrije training 1 | 3    | 16  | Charles Leclerc  | Ferrari                    | 1:25.306 |
| Vrije training 1 | 4    | 44  | Lewis Hamilton   | Mercedes                   | 1:25.970 |
| Vrije training 1 | 5    | 1   | Max Verstappen   | Red Bull Racing-Honda RBPT | 1:26.502 |
| Vrije training 2 | Pos. | Nr. | Coureur          | Constructeur               | Tijd     |
| Vrije training 2 | 1    | 14  | Fernando Alonso  | Aston Martin-Mercedes      | 1:15.810 |
| Vrije training 2 | 2    | 63  | George Russell   | Mercedes                   | 1:16.273 |
| Vrije training 2 | 3    | 18  | Lance Stroll     | Aston Martin-Mercedes      | 1:16.464 |
| Vrije training 2 | 4    | 16  | Charles Leclerc  | Ferrari                    | 1:16.556 |
| Vrije training 2 | 5    | 3   | Daniel Ricciardo | RB-Honda RBPT              | 1:16.731 |
| Vrije training 3 | Pos. | Nr. | Coureur          | Constructeur               | Tijd     |
| Vrije training 3 | 1    | 44  | Lewis Hamilton   | Mercedes                   | 1:12.549 |
| Vrije training 3 | 2    | 1   | Max Verstappen   | Red Bull Racing-Honda RBPT | 1:12.923 |
| Vrije training 3 | 3    | 63  | George Russell   | Mercedes                   | 1:12.957 |
| Vrije training 3 | 4    | 18  | Lance Stroll     | Aston Martin-Mercedes      | 1:13.026 |
| Vrije training 3 | 5    | 81  | Oscar Piastri    | McLaren-Mercedes           | 1:13.266 |

Testcoureur in vrije training 1:

 Jack Doohan (Alpine-Renault) reed in plaats van Esteban Ocon. Hij reed slechts drie rondes en zette, mede door de regen, geen tijd op de klokken.

## Kwalificatie
George Russell behaalde de tweede pole position in zijn carrière.
| Pos.                   | Nr. | Coureur          | Constructeur               | Kwalificatietijden | Kwalificatietijden | Kwalificatietijden | Grid   |
| Pos.                   | Nr. | Coureur          | Constructeur               | Q1                 | Q2                 | Q3                 | Grid   |
| ---------------------- | --- | ---------------- | -------------------------- | ------------------ | ------------------ | ------------------ | ------ |
| 1                      | 63  | George Russell   | Mercedes                   | 1:13.013           | 1:11.742           | 1:12.000 *1        | 1      |
| 2                      | 1   | Max Verstappen   | Red Bull Racing-Honda RBPT | 1:12.360           | 1:12.549           | 1:12.000 *1        | 2      |
| 3                      | 4   | Lando Norris     | McLaren-Mercedes           | 1:12.959           | 1:12.201           | 1:12.021           | 3      |
| 4                      | 81  | Oscar Piastri    | McLaren-Mercedes           | 1:12.907           | 1:12.462           | 1:12.103           | 4      |
| 5                      | 3   | Daniel Ricciardo | RB-Honda RBPT              | 1:13.240           | 1:12.572           | 1:12.178           | 5      |
| 6                      | 14  | Fernando Alonso  | Aston Martin-Mercedes      | 1:13.117           | 1:12.635           | 1:12.228           | 6      |
| 7                      | 44  | Lewis Hamilton   | Mercedes                   | 1:12.851           | 1:11.979           | 1:12.280           | 7      |
| 8                      | 22  | Yuki Tsunoda     | RB-Honda RBPT              | 1:12.748           | 1:12.303           | 1:12.414           | 8      |
| 9                      | 18  | Lance Stroll     | Aston Martin-Mercedes      | 1:13.088           | 1:12.659           | 1:12.701           | 9      |
| 10                     | 23  | Alexander Albon  | Williams-Mercedes          | 1:12.896           | 1:12.485           | 1:12.796           | 10     |
| 11                     | 16  | Charles Leclerc  | Ferrari                    | 1:13.107           | 1:12.691           |                    | 11     |
| 12                     | 55  | Carlos Sainz jr. | Ferrari                    | 1:13.038           | 1:12.728           |                    | 12     |
| 13                     | 2   | Logan Sargeant   | Williams-Mercedes          | 1:13.063           | 1:12.736           |                    | 13     |
| 14                     | 20  | Kevin Magnussen  | Haas-Ferrari               | 1:13.217           | 1:12.916           |                    | 14     |
| 15                     | 10  | Pierre Gasly     | Alpine-Renault             | 1:13.289           | 1:12.940           |                    | 15     |
| 16                     | 11  | Sergio Pérez     | Red Bull Racing-Honda RBPT | 1:13.326           |                    |                    | 16     |
| 17                     | 77  | Valtteri Bottas  | Kick Sauber-Ferrari        | 1:13.366           |                    |                    | Pit *2 |
| 18                     | 31  | Esteban Ocon     | Alpine-Renault             | 1:13.435           |                    |                    | 18 *3  |
| 19                     | 27  | Nico Hülkenberg  | Haas-Ferrari               | 1:13.978           |                    |                    | 17     |
| 20                     | 24  | Zhou Guanyu      | Kick Sauber-Ferrari        | 1:14.292           |                    |                    | Pit *4 |
| Q1 107% tijd: 1:17.425 |     |                  |                            |                    |                    |                    |        |
| Bron: formula1.com     |     |                  |                            |                    |                    |                    |        |

*1 George Russell en Max Verstappen reden exact dezelfde tijd tijdens de derde kwalificatiesessie. Russell kreeg de poleposition op zijn naam omdat hij de tijd als eerste op de klokken zette.

*2 Valtteri Bottas moest vanuit de pit starten omdat er aan zijn wagen is gewerkt onder Parc fermé condities.

*3 Esteban Ocon kreeg een gridstraf van vijf plaatsen vanwege het veroorzaken van een botsing met zijn teamgenoot Pierre Gasly tijdens de Grand Prix van Monaco.

*4 Zhou Guanyu moest vanuit de pit starten omdat er aan zijn wagen is gewerkt onder Parc fermé condities.

## Wedstrijd
Max Verstappen behaalde de zestigste Grand Prix-overwinning in zijn carrière.
| Pos.               | Nr. | Coureur          | Constructeur               | Rondes | Tijd / Oorzaak Uitval | Grid | Punten |
| ------------------ | --- | ---------------- | -------------------------- | ------ | --------------------- | ---- | ------ |
| 1                  | 1   | Max Verstappen   | Red Bull Racing-Honda RBPT | 70     | 1:45:47.927           | 2    | 25     |
| 2                  | 4   | Lando Norris     | McLaren-Mercedes           | 70     | +3.879                | 3    | 18     |
| 3                  | 63  | George Russell   | Mercedes                   | 70     | +4.317                | 1    | 15     |
| 4                  | 44  | Lewis Hamilton   | Mercedes                   | 70     | +4.915                | 7    | 13 S   |
| 5                  | 81  | Oscar Piastri    | McLaren-Mercedes           | 70     | +10.199               | 4    | 10     |
| 6                  | 14  | Fernando Alonso  | Aston Martin-Mercedes      | 70     | +17.510               | 6    | 8      |
| 7                  | 18  | Lance Stroll     | Aston Martin-Mercedes      | 70     | +23.625               | 9    | 6      |
| 8                  | 3   | Daniel Ricciardo | RB-Honda RBPT              | 70     | +28.672               | 5    | 4      |
| 9                  | 10  | Pierre Gasly     | Alpine-Renault             | 70     | +30.021               | 15   | 2      |
| 10                 | 31  | Esteban Ocon     | Alpine-Renault             | 70     | +30.313               | 18   | 1      |
| 11                 | 27  | Nico Hülkenberg  | Haas-Ferrari               | 70     | +30.824               | 17   |        |
| 12                 | 20  | Kevin Magnussen  | Haas-Ferrari               | 70     | +31.253               | 14   |        |
| 13                 | 77  | Valtteri Bottas  | Kick Sauber-Ferrari        | 70     | +40.487               | Pit  |        |
| 14                 | 22  | Yuki Tsunoda     | RB-Honda RBPT              | 70     | +52.694               | 8    |        |
| 15                 | 24  | Zhou Guanyu      | Kick Sauber-Ferrari        | 69     | +1 ronde              | Pit  |        |
| DNF                | 23  | Alexander Albon  | Williams-Mercedes          | 52     | Botsing               | 10   |        |
| DNF                | 55  | Carlos Sainz jr. | Ferrari                    | 52     | Botsing               | 12   |        |
| DNF                | 11  | Sergio Pérez     | Red Bull Racing-Honda RBPT | 51     | Ongeluk               | 16   |        |
| DNF                | 16  | Charles Leclerc  | Ferrari                    | 40     | Motor                 | 11   |        |
| DNF                | 2   | Logan Sargeant   | Williams-Mercedes          | 23     | Ongeluk               | 13   |        |
| Bron: formula1.com |     |                  |                            |        |                       |      |        |

S Lewis Hamilton reed voor de zevenenzestigste keer in zijn carrière een snelste ronde en behaalde hiermee een extra punt.

## Tussenstanden wereldkampioenschap
Betreft tussenstanden voor het wereldkampioenschap na afloop van de race.

### Coureurs
| Pos. | Nr. | Coureur          | Constructeur               | Punten |
| ---- | --- | ---------------- | -------------------------- | ------ |
| 1    | 1   | Max Verstappen   | Red Bull Racing-Honda RBPT | 194    |
| 2    | 16  | Charles Leclerc  | Ferrari                    | 138    |
| 3    | 4   | Lando Norris     | McLaren-Mercedes           | 131    |
| 4    | 55  | Carlos Sainz jr. | Ferrari                    | 108    |
| 5    | 11  | Sergio Pérez     | Red Bull Racing-Honda RBPT | 107    |
| 6    | 81  | Oscar Piastri    | McLaren-Mercedes           | 81     |
| 7    | 63  | George Russell   | Mercedes                   | 69     |
| 8    | 44  | Lewis Hamilton   | Mercedes                   | 55     |
| 9    | 14  | Fernando Alonso  | Aston Martin-Mercedes      | 41     |
| 10   | 22  | Yuki Tsunoda     | RB-Honda RBPT              | 19     |
| 11   | 18  | Lance Stroll     | Aston Martin-Mercedes      | 17     |
| 12   | 3   | Daniel Ricciardo | RB-Honda RBPT              | 9      |
| 13   | 38  | Oliver Bearman   | Ferrari                    | 6      |
| 14   | 27  | Nico Hülkenberg  | Haas-Ferrari               | 6      |
| 15   | 10  | Pierre Gasly     | Alpine-Renault             | 3      |
| 16   | 23  | Alexander Albon  | Williams-Mercedes          | 2      |
| 17   | 31  | Esteban Ocon     | Alpine-Renault             | 2      |
| 18   | 20  | Kevin Magnussen  | Haas-Ferrari               | 1      |
| 19   | 24  | Zhou Guanyu      | Kick Sauber-Ferrari        | 0      |
| 20   | 77  | Valtteri Bottas  | Kick Sauber-Ferrari        | 0      |
| 21   | 2   | Logan Sargeant   | Williams-Mercedes          | 0      |

### Constructeurs
| Pos. | Constructeur               | Punten |
| ---- | -------------------------- | ------ |
| 1    | Red Bull Racing-Honda RBPT | 301    |
| 2    | Ferrari                    | 252    |
| 3    | McLaren-Mercedes           | 212    |
| 4    | Mercedes                   | 124    |
| 5    | Aston Martin-Mercedes      | 58     |
| 6    | RB-Honda RBPT              | 28     |
| 7    | Haas-Ferrari               | 7      |
| 8    | Alpine-Renault             | 5      |
| 9    | Williams-Mercedes          | 2      |
| 10   | Kick Sauber-Ferrari        | 0      |